# Приказ Великого приходу
Приказ Великого приходу, або просто Великий прихід, як він названий у Котошихіна, з'являється в 1573. У ньому сиділи окольничий і два дяки. Доходи наказу були понад 500 тис. руб. і складалися зі зборів з лавок, з гостинних дворів у Москві та в містах, з погребів, із мір для пиття та товарів, з митниць, мит, перевозів, мостівщини. Гроші ці витрачалися на утримання іноземців, які приїжджали у Москву в посольства, і навіть іноземних купців; на видачу утримання московитських послів, які відправляються за кордон; на будівництво судів та купівлю товарів; на платню под'ячим, працівникам при судах і за царському соляному дворі.
У 1680 більшість доходів цього приказу відійшла до Приказу Великої скарбниці, а у веденні Великого приходу залишилися лише оброчні крамничні і неокладні мита з купців, даних, крамничних і судних справ. 
У 1690 Великий прихід пов'язаний з наказами новгородським, володимирським, новою та галицькою четтю; цей з'єднаний приказ проіснував лише до 1699, коли предмети його відомства перейшли до московської бурмістрської палати, а згодом були розділені між камер- і мануфактур-колегіями і головним магістратом.